# Photoshop Document
Формат PSD — стандартний формат пакету Adobe Photoshop і відрізняється від більшості звичайних растрових форматів можливістю зберігання шарів (layers). Формат підтримує альфаканали, шари, контури, прозорість, векторні написи тощо.
Прекрасно підійде для перенесення або зберігання зображень, що містять специфічні, властиві тільки Adobe Photoshop, елементи. Головний недолік — апаратно залежний.

## Переваги формату
- Зберігає шари і папки шарів;
- Зберігає прозорість та напівпрозорість;
- Зберігає векторні графічні елементи і стилі шарів програми Photoshop [1];
- Зображення стискується без втрати якості(RLE-стиснення).

## Недоліки формату
- Великий обсяг файлу;
- Повністю підтримується тільки Adobe Photoshop;
- Закриті специфікації, що заважає повноцінній підтримці в інших програмах.